# Colorație Giemsa

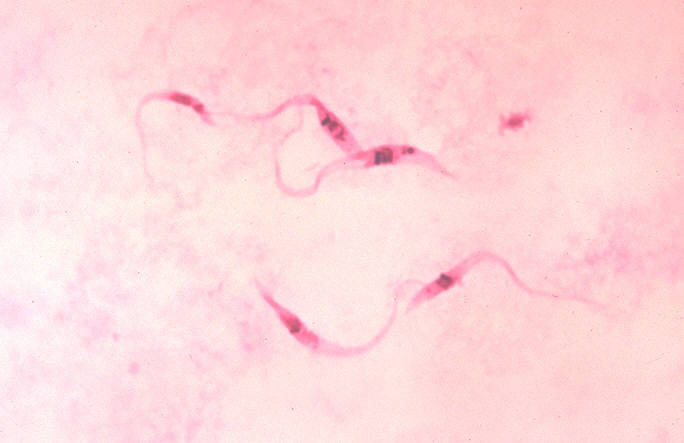
Colorație Giemsa relevând paraziți de Trypanosoma (patogenul din boala Chagas)

Colorația Giemsa este un tip de colorație specifică pentru acizii nucleici, cu aplicabilitate în citogenetică și pentru diagnosticarea histopatologică a malariei și a altor paraziți. A fost denumită după chimistul și bacteriologul german Gustav Giemsa.

## Metodă
Soluția Giemsa este un amestec de albastru de metilen, eozină și Azure B. De obicei, colorantul se prepară din pulbere Giemsa disponibilă comercial.
O peliculă subțire de probă de pe o lamă de microscop se fixează în metanol pur timp de 30 de secunde, prin imersie sau prin aplicarea a câteva picături de metanol pe lamă. Lamele se scufundă în soluție de colorare Giemsa 5% (proaspăt preparată) timp de 20-30 de minute, apoi se spală cu apă și se lasă la uscat.